# 주 의왕
주 의왕(周 懿王)은 주나라의 제7대 왕이다. 성은 희(姬), 이름은 간(囏)이다. 주 공왕의 아들이다.

## 생애
이 시기에 왕실이 현저하게 쇠퇴해 험윤(玁狁)의 공격을 가끔 받았다. 호(鎬)에서 견구(지금의 싱핑시)로 도읍을 옮겼으며 25년 동안 재위했다.
의왕 원년, 정(鄭)(지금의 섬서성 화현)에서 '하늘이 두 번 밝았다'는 일식 기록이 있으며, 이 기록을 바탕으로 의왕 원년이 서기 기원전 899년으로 정해져 공화 이전 서주 기년 연구에 중요한 참조 지점이 되었다.